# Міхаель Тімм
Міхаель Тімм (нім. Michael Timm; 13 листопада 1962, Гагенов ) — німецький боксер середніх вагових категорій, виступав за збірну Німеччини і першій половині 1980-х років. Чемпіон Європи, триразовий чемпіон національної першості, бронзовий призер командного Кубку світу, переможець міжнародних турнірів. також відомий як успішний тренер, готував багатьох чемпіонів світу професійного боксу.

## Біографія
Міхаель Тімм народився 13 листопада 1962 року в місті Гаґен , федеральна земля Макленбург-Передня Померанія. Активно займатися боксом почав у ранньому дитинстві, пізніше тренувався під керівництвом відомого спеціаліста Фріца Здунека. Першого серйозного успіху на ринзі він досягнув у 1979 році, коли в напівсередній вазі виграв юніорські змагання Німеччини. Через рік повторив це досягнення, а ще через рік був першим вже на дорослому чемпіонаті країни. В 1982 році вдруге завоював титул чемпіона Німецької демократичної республіки, 1983 року зайняв перше місце втретє — вже в першій середній ваговій категорії. Пізніше брав участь в багатьох міжнародних турнірах, часто був у числі призерів і переможців. Найбільш успішним в кар'єрі Тімма був 1985 рік, він виграв першість Європи в Будапешті і бронзу на командному Кубкові світу в Сеулі.

### Чемпіонат Європи 1985
- В 1/8 фіналу переміг Кірана Джойса (Ірландія) — 5-0
- У чвертьфіналі переміг Данута Лугігана (Румунія) — 5-0
- У півфіналі переміг Шандора Хранека (Угорщина) — 5-0
- У фіналі переміг Бабкена Саградяна (СРСР) — 5-0

На Кубку світу 1985 програв у півфіналі Пак Сі Хун (Південна Корея).
Незабаром після того він залишив національну збірну, завершивши тим самим кар'єру боксера.
Починаючи з 1986 року Тімм працював тренером з боксу в спортивному клубі «Шверн» і очолював юніорську збірну з боксу. Після об'єднання Німеччини з 1991 року займав посаду головного тренера Мекленбурга і Передньої Померинії. В період  1997-2012 був у складі промоутерської компанії Universum Box-Promotion, в тому числі два роки був у них головним тренером, змінивши на цьому посту найдосвічченішого Здунека. Як тренер Міхаель Тімм різний час працював з такими відомими боксерами як Юрген Бремер, Сергій Дзинзирук, Андрій Котельник, Володимир Сидоренко, Фелікс Штурм, Руслан Чагаєв, Томас Ульріх, Хуан Карлос Гомес, Берт Шенк, Рахім Чакхієв.
На даний момент Тімм працює в Німецькій асоціації з боксу, займається відбором і підготовкою спортсменів олімпійського боксу. Проживає в Шверіні, одружений, має дві дочки.